# Höflein an der Hohen Wand
Höflein an der Hohen Wand är en kommun  i Österrike. Den ligger i distriktet Neunkirchen i förbundslandet Niederösterreich, 50 kilometer sydväst om huvudstaden Wien.
Kommunen består av tre orter (Ortschaften) (inom parentes invånarantal 1 januari 2024):
- Oberhöflein (404)
- Unterhöflein (347)
- Zweiersdorf (143)